# Bellamyplein

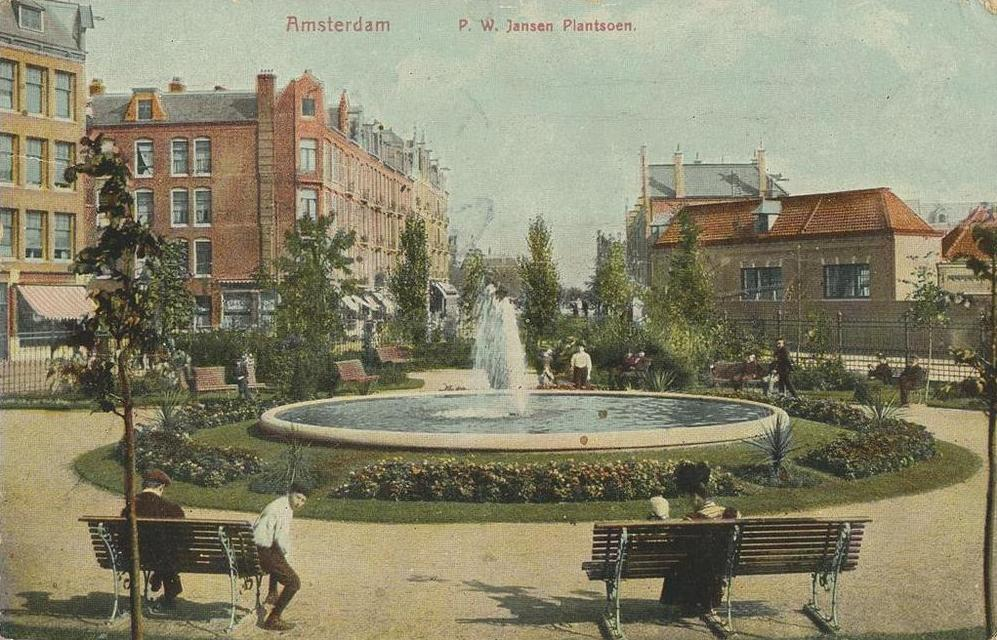
P.W. Jans(s)enplantsoen circa 1906

Het Bellamyplein is een driehoekig plein in Amsterdam-West. 

## Ligging en geschiedenis
Het plein ligt in de wijk Oud-West, tussen de Bilderdijkkade en de Ten Katestraat. Het plein ligt op de plaats van de in 1890 gedempte Kwakerspoel en heeft de vorm van een driehoek. Straten die op het plein uitkomen zijn de Kwakersstraat, Elisabeth Wolffstraat, Agatha Dekenstraat, Jan Hanzenstraat en Bellamystraat
Het plein kreeg zijn naam op 21 september 1904 en werd vernoemd naar Jacobus Bellamy (1757-1786), dichter en oorspronkelijk bakkersknecht. Deze vernoeming werd in 1905 bijna ongedaan gemaakt. Een commissie probeerde in 1905 het plantsoen te vernoemen naar ondernemer en filantroop Peter Wilhelm Janssen (P.W. Janssenplantsoen), het werd wel enige tijd gebruikt, maar het werd nooit officieel.
In het midden werd een plantsoen gesitueerd dat door middel van hekwerken tussen stenen balusters van de rest van het plein werd gescheiden. De originele hekwerken werden in 1954/1955 en 2018 vervangen; de stenen balusters bleven staan. Die renovatie moest er tevens voor zorg dragen dat fietsen niet meer op het plein gestald konden worden. Bovendien kreeg het plantsoen hoogteverschillen voor een betere opvang van regenwater.

## Plantsoen
Het originele plantsoen aangelegd in 1906 was voor wat betreft hekwerken en fontein ontworpen door Jan Ernst van der Pek, die ook de aanbesteding had uitgeschreven. Inrichting kwam tot stand onder begeleiding van genoemd comité, dat het plantsoen op 8 juli 1907 (8 juli is de geboortedag van Janssen) overdroeg aan gemeente Amsterdam.
 Het plantsoen verviel tot chaos in de eerste vijftig jaar. Met name de Tweede Wereldoorlog deed het plein geen goed. Er werd een gaarkeuken geplaatst, die na de oorlog omgebouwd werd tot werkplaats. Hiervoor werd het plantsoen afgesloten. Het raakte daardoor in verval en in 1951 (toen het huurcontract afliep) kwamen er initiatieven om het plantsoen om te bouwen tot speelplaats. Het zou tot 1954/1955 duren voordat het opgeleverd werd. Op de plaats van de oude fontein kwam een pierenbad met fonteintje van stadsarchitecte Ko Mulder. 
In de zuidpunt van het plantsoen staan twee reusachtige bomen (boomnummers 504239 en 504235, niet monumentaal); beide van het type Gewone vleugelnoot (Pterocarya fraxinifolia). Ze stammen uit 1933/1934 en worden 15 tot 18 meter hoog gehouden.

## Gebouwen
Huisnummers lopen op van 2 tot en met 40 aan de noord- en westkant. Het zijn portiekwoningen met hier en daar op de begane grond een winkelruimte. De strook 18 tot en met 40 werd gebouwd naar model van B.H. Koolhaas en H. Koolhaas; ze wordt architectonisch ingeschat in Orde 2 (bijna monument). De portieken zijn betegeld met figuratief en abstract tegelwerk, ook al is hier en daar het tegelwerk niet meer origineel. 
Het plein kent een “huisnummer 1”; het is een elektriciteitshuisje. Oneven huisnummers daarna beginnen pas bij 41 en lopen door tot 57. Ze zijn in gebruik bij De Hallen, een bedrijven/uitgaanscentrum dat werd ingericht na ontruiming van de voormalige Remise Tollensstraat van de Amsterdamse tram.
Het gehele complex van die voormalige remise is een rijksmonumentencomplex, waaronder begrepen de ommuring. Aan het complex grenst ook een rijksmonument onder adres Bellamystraat 1, aangebouwd aan het terrein van de remise.

## Kunst
In mei 1908 werd het Monument Peter Wilhelm Janssen van Bart van Hoven onthuld. Bij de plaatsing van het pierenbad in 1954/1955 kwam de beeldengroep Waterdraagster met vissen van Leo Braat. In de oostelijke punt stond toegepaste kunst; een speelobject in de vorm van Wigwam met glijbaan van Pieter Sloots. Bij een opknapbeurt rond 2018 werd dit vervangen door een verhoogde zithoek.
De portieken aan de westelijke gevelwand zijn versierd met tegeltableaus met figuratieve en abstracte afbeeldingen. De opvallendste zit in portiek nr. 36; het is een prentachtige weergave uit het sprookje Ezelsvel; het is vermoedelijk een vervanging van een vergaan tableau.

## Openbaar vervoer
Vanwege de aanwezigheid van remise Tollensstraat was het hier van 1902-1932 een komen en gaan van trams. Rond het plein lagen ook sporen die konden worden gebruikt voor proefritten. In 1921 en 1922 was er een tijdelijk kopeindpunt voor lijn 13 in gebruik. Na het vertrek van de werkplaats naar Diemen in 1996 werden een deel van de sporen tot 2005 nog gebruikt voor stalling van museumtrams en bussen.

## Afbeeldingen

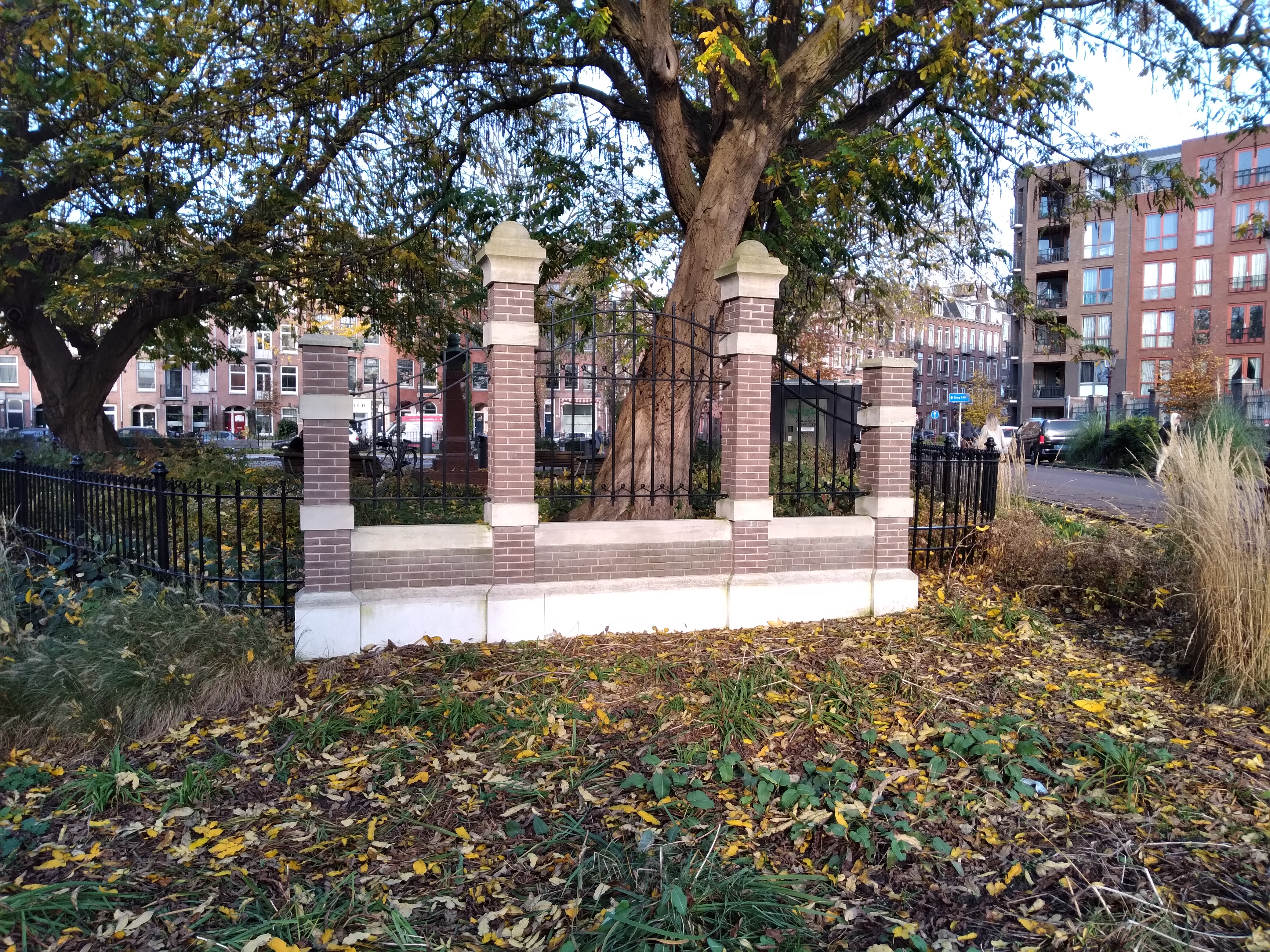
Een van de balusters (november 2021)
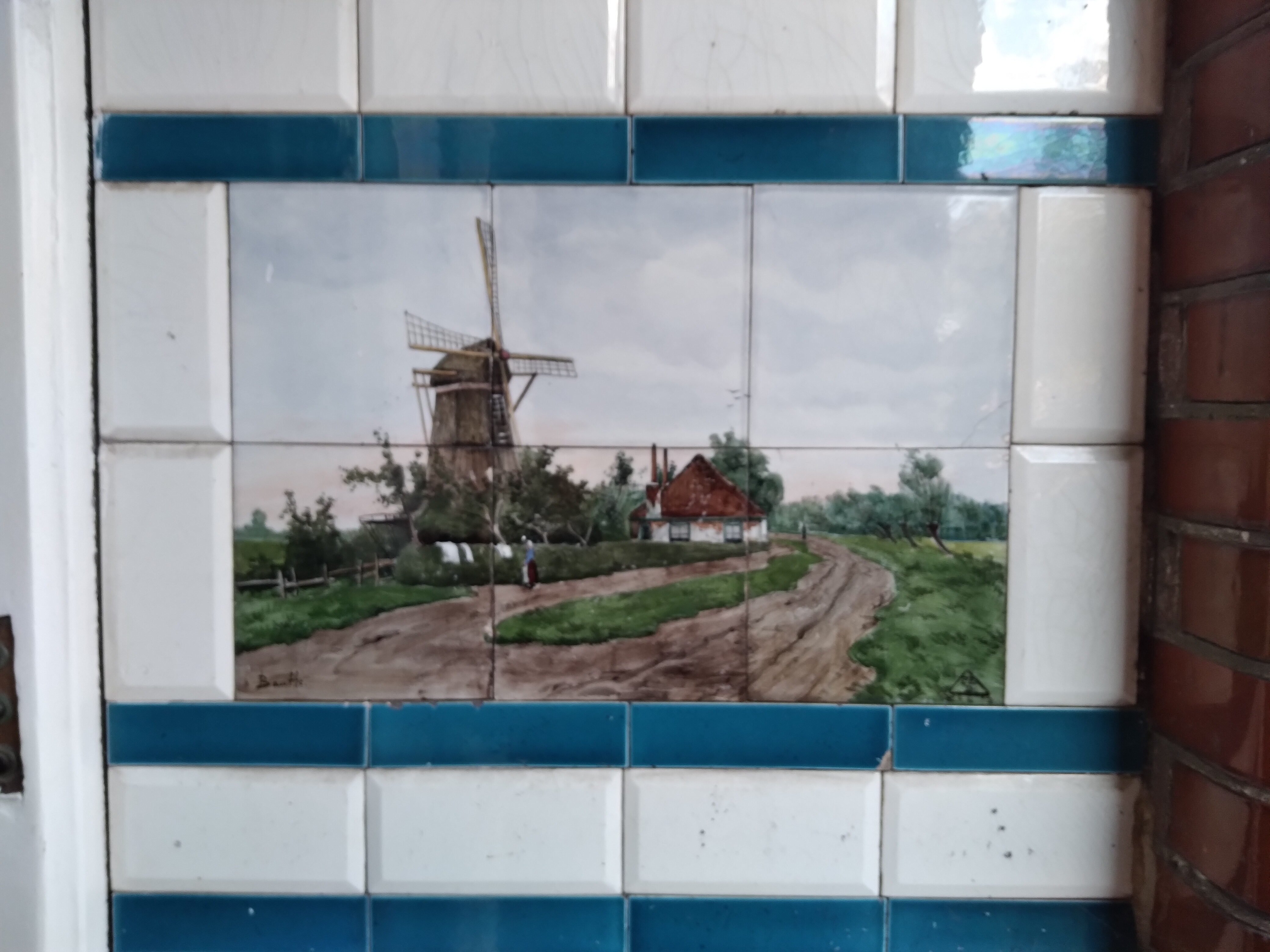
Tegeltableau huisnummer 22 naar Victor Bauffe (november 2021)
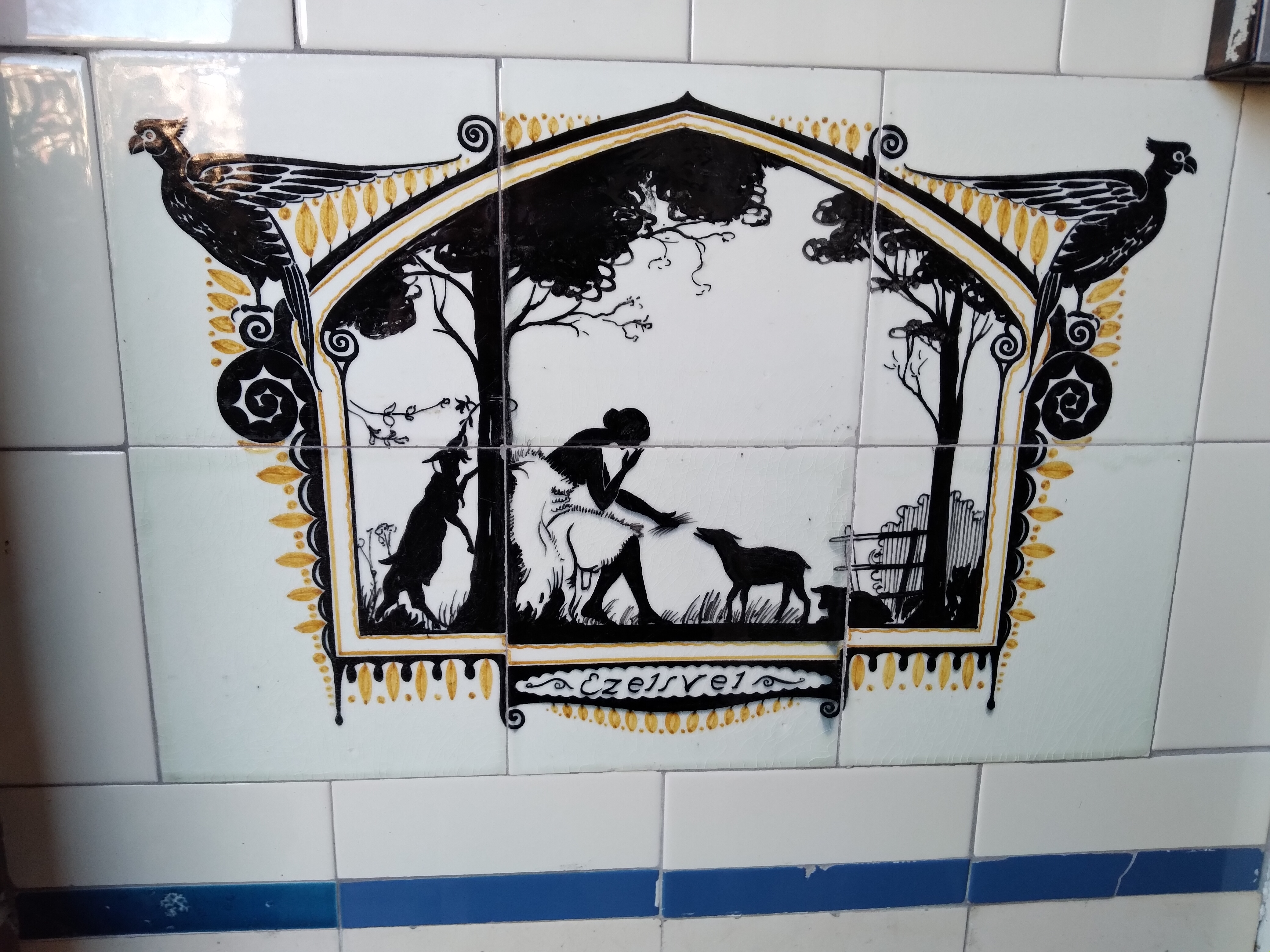
Tegeltableau huisnummer 36 Ezelsvel (november 2021)
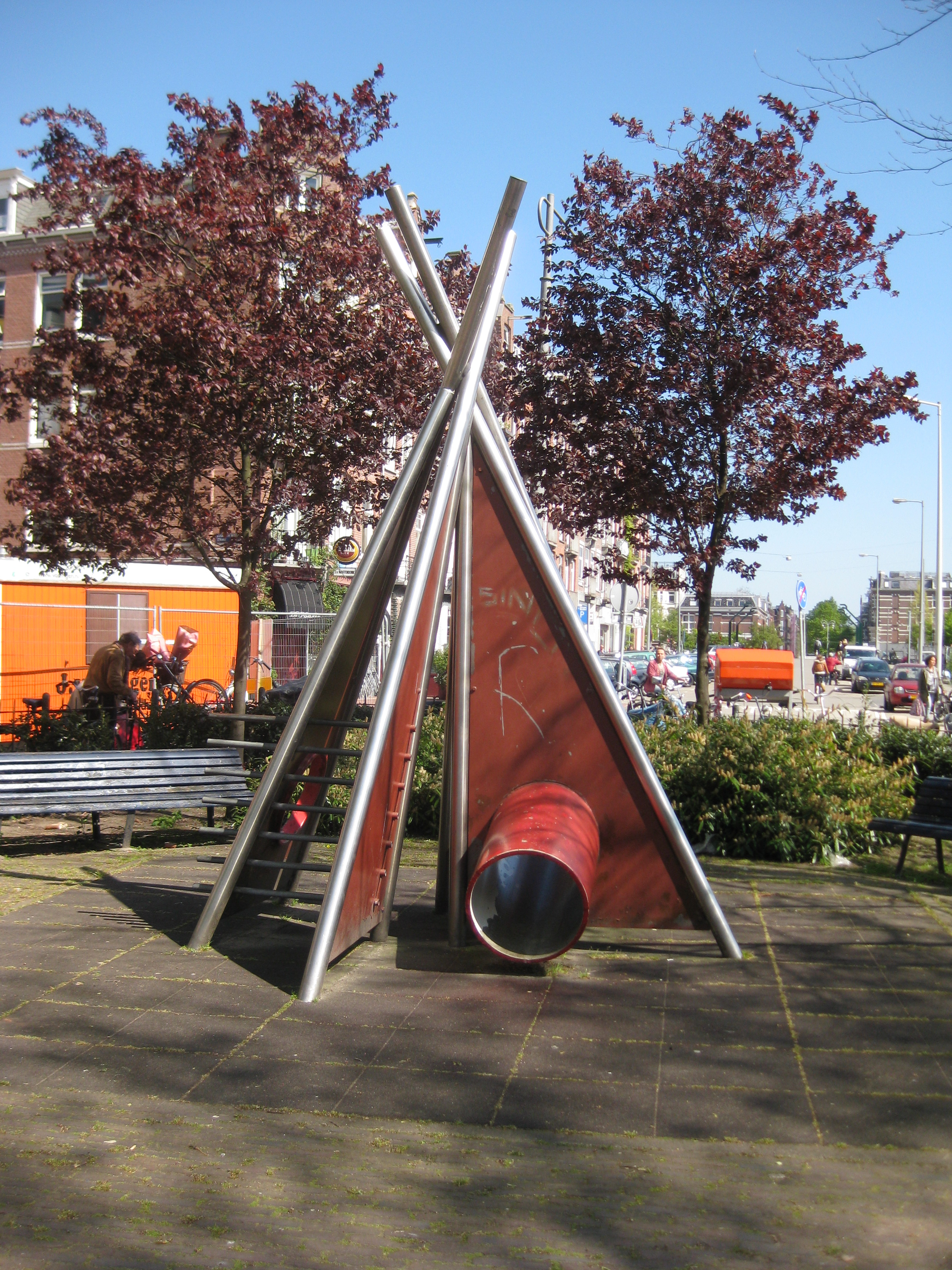
Wigwamn van Pieter Sloots in 2014